# 盛岡運輸区
盛岡運輸区（もりおかうんゆく）は、岩手県盛岡市ににかつて存在した、東日本旅客鉄道（JR東日本）盛岡支社の運転士・車掌が所属する組織である。過去には、岩手県釜石市に釜石派出、岩手県北上市に北上派出、岩手県宮古市に宮古派出が設けられていた。2024年3月15日限りで廃止し、現在は盛岡統括センター。

## 盛岡運輸区

### 沿革
- 1891年（明治24年）8月 - 日本鉄道盛岡機関庫を開設。
- 1906年（明治39年）11月1日 - 日本鉄道が国有化される。青森車掌所盛岡駅駐在員を配置。
- 1920年（大正9年）12月10日 - 盛岡車掌監督設置（のち盛岡車掌所→盛岡車掌区）。
- 1936年（昭和11年）9月1日 - 盛岡機関庫を盛岡機関区に改称。
- 1987年（昭和62年）
  - 3月1日 - 旅客運転部門を盛岡運転区に分離。
  - 4月1日 - 国鉄分割民営化により東日本旅客鉄道に移管。
- 1991年（平成3年）3月16日 - 盛岡運転区と盛岡車掌区の在来線行路を統合し、盛岡運輸区発足[1]。
- 2004年（平成16年）12月17日 - ISO9001認証取得。
- 2024年（令和6年）3月16日 - 盛岡営業統括センターと統合し、盛岡統括センター発足。当区は廃止。

## 釜石派出

### 沿革
- 1939年（昭和14年）9月27日 - 宮古機関区釜石支区を設置。
- 1941年（昭和16年）12月 - 宮古機関区から独立し、釜石機関区を設置。
- 1949年（昭和24年）12月 - 釜石機関区を廃止、宮古機関区釜石支区を設置。
- 1950年（昭和25年）10月10日 - 宮古機関区から独立し、再び釜石機関区を設置。遠野・花巻支区設置。
- 1967年（昭和42年）3月20日 - 釜石線SL牽引廃止に伴い、遠野・花巻支区廃止。
- 1987年（昭和62年）3月1日 - 釜石運転区に改称。
- 1989年（平成元年）3月16日 - 釜石運転区と花巻駅乗務員（車掌）を統合し釜石運輸区発足[2]。
- 1995年（平成7年）4月1日 - 釜石線営業所発足に伴い統合され、釜石線営業所運輸科となる。車掌の配置を廃止し、盛岡運輸区へ移管。
- 2016年（平成28年）3月26日 - 釜石線営業所が廃止され、釜石線営業所運輸科は盛岡運輸区釜石派出所となる。
- 2021年（令和3年）3月 - 盛岡運輸区釜石派出所廃止。盛岡運輸区へ移管。

## 北上派出

### 沿革

#### 旧・北上車掌支区
- 1941年（昭和16年）10月1日 - 盛岡車掌区黒沢尻派出所を設置。
- 1942年（昭和17年）4月1日 - 盛岡車掌区黒沢尻車掌支区に昇格。
- 1954年（昭和29年）11月10日 - 盛岡車掌区北上支区に改称。
- 1957年（昭和32年）3月31日 - 釜石線を担当する盛岡車掌区遠野支区を廃止し、北上支区に統合。
- 1987年（昭和62年） - 北上支区廃止。北上線担当は北上駅乗務員、釜石線担当は花巻駅乗務員に移管。

#### 旧・北上機関支区
- 1939年（昭和14年）11月14日 - 盛岡機関区黒沢尻支区を設置。
- 1954年（昭和29年）11月10日 - 盛岡機関区北上支区に改称。
- 1978年（昭和43年）5月23日 - 盛岡機関区北上支区を格上げし北上機関区発足。
- 19xx年 - 北上機関区廃止、盛岡運転所北上派出となる。

#### 統合後
- 1991年（平成3年）3月16日 - 北上駅乗務員と盛岡運転所北上派出を統合し、盛岡運輸区北上派出となる。
- 2013年（平成25年）3月16日 - 東北本線一ノ関〜盛岡間ワンマン列車本数増加ならびに北上線全列車ワンマン化に伴い、当派出の車掌配置がなくなり、運転士のみの職場となる。北上線の車掌行路（臨時列車）は一ノ関運輸区に移管。
  - 車掌配置の末期（2012年9月29日改正時点）の受け持ちは東北本線18本（うち一ノ関〜盛岡間5本、北上〜盛岡間12本、一ノ関〜北上間1本）、北上線3本（うち2本は休日運休）といったものであった。
- 2016年（平成28年）3月26日 - 盛岡運輸区北上派出廃止。北上線の運転士行路は一ノ関運輸区に移管。

## 宮古派出

### 沿革

#### 旧・宮古車掌支区
- 1936年（昭和11年）
  - 1月11日 - 盛岡車掌所宮古支所設置。
  - 9月1日 - 盛岡車掌所宮古支区に改称。
- 19xx年 - 盛岡車掌区宮古支区廃止。山田線・岩泉線を担当する宮古駅乗務員配置。

#### 旧・宮古機関区
- 1934年（昭和9年）11月6日 - 宮古駅構内に宮古機関区設置。
- 1986年（昭和61年） - 宮古運転区に改称。
- 1987年（昭和62年）3月1日 - 釜石運転区に編入され、宮古運転区廃止。釜石運転区宮古派出発足。

#### 統合後
- 1989年（平成元年）3月16日 - 釜石運転区宮古派出・宮古駅乗務員を統合、釜石運輸区宮古派出発足[2]。
- 1995年（平成7年）4月1日 - 釜石運輸区が釜石線営業所に編入されたため、宮古派出は盛岡運輸区に編入され盛岡運輸区宮古派出となる。
- 2016年（平成28年）3月26日 - 盛岡運輸区宮古派出廃止。盛岡運輸区に移管。